# PMB Road Classic
Pour la compétition féminine, voir PMB Road Classic féminine.
La PMB Road Classic est une course cycliste sud-africaine créée en 2015. Elle fait partie du calendrier de l'UCI Africa Tour, en catégorie 1.2. une compétition féminine se déroule le même jour : la PMB Road Classic féminine.

## Palmarès
| Année | Vainqueur      | Deuxième       | Troisième        |
| ----- | -------------- | -------------- | ---------------- |
| 2015  | Reynard Butler | Hendrik Kruger | Nicholas Dlamini |